# 三船正俊
三船 正俊（みふね まさとし、1931年7月10日 - 2012年9月16日）は福岡県山田市（現：嘉麻市）出身のプロ野球選手。

## 来歴・人物
福岡県立山田高等学校（現在は統合され福岡県立嘉穂総合高等学校）、日鉄鉱業二瀬を経て、1952年に大阪タイガースに入団。同年はルーキーながら開幕投手を務め、この試合で完封を記録した。タイガースでルーキーでありながら、開幕投手を務めたのは、1936年春の藤村富美男以来2人目の快挙だった。同年シーズンは、防御率4点台ながら7勝を挙げるなど、将来を非常に期待された。1953年も6勝を挙げ、防御率も3点と改善したが、1954年は僅か10試合の登板で1勝に終わった。同年オフに金銭トレードで東映フライヤーズに移籍。しかし1955年シーズンの登板はなく、同年オフに引退した。
速球に力があり、速球中心の力で押すピッチングが特徴だった。速球に加えて、シュートボール、折、カーブを交えた。
引退後は、地元の嘉麻市に帰り、完全に野球界から離れていた。2012年9月16日に嘉麻市で死去。81歳没。
阪神時代は後に村山実が着けて永久欠番になる背番号「11」を着けていた。村山が入団時に空き番号から「11」を選んだ際、周囲は前任者の三船が故障がちで大成しなかったことから縁起が悪いと反対したという。

## 詳細情報

### 年度別投手成績
| 年 度     | 球 団     | 登 板 | 先 発 | 完 投 | 完 封 | 無 四 球 | 勝 利 | 敗 戦 | セ 丨 ブ | ホ 丨 ル ド | 勝 率 | 打 者 | 投 球 回 | 被 安 打 | 被 本 塁 打 | 与 四 球 | 敬 遠 | 与 死 球 | 奪 三 振 | 暴 投 | ボ 丨 ク | 失 点 | 自 責 点 | 防 御 率 | W H I P |
| --------- | --------- | ----- | ----- | ----- | ----- | -------- | ----- | ----- | -------- | ----------- | ----- | ----- | -------- | -------- | ----------- | -------- | ----- | -------- | -------- | ----- | -------- | ----- | -------- | -------- | ------- |
| 1952      | 阪神      | 27    | 12    | 2     | 2     | 0        | 7     | 3     | --       | --          | .700  | 372   | 84.2     | 82       | 12          | 39       | --    | 2        | 21       | 2     | 0        | 44    | 41       | 4.34     | 1.43    |
| 1953      | 阪神      | 33    | 12    | 2     | 0     | 0        | 6     | 4     | --       | --          | .600  | 439   | 108.0    | 108      | 12          | 36       | --    | 1        | 34       | 1     | 0        | 43    | 36       | 3.00     | 1.33    |
| 1954      | 阪神      | 10    | 2     | 0     | 0     | 0        | 1     | 1     | --       | --          | .500  | 77    | 18.0     | 19       | 3           | 7        | --    | 0        | 7        | 0     | 0        | 10    | 7        | 3.50     | 1.44    |
| 通算：3年 | 通算：3年 | 70    | 26    | 4     | 2     | 0        | 14    | 8     | --       | --          | .636  | 888   | 210.2    | 209      | 27          | 82       | --    | 3        | 62       | 3     | 0        | 97    | 84       | 3.58     | 1.38    |

### 記録
- 初登板・初先発・初勝利・初先発勝利・初完投勝利・初完封勝利：1952年3月20日、対名古屋ドラゴンズ1回戦、（阪神甲子園球場）

### 背番号
- 11（1952年 - 1954年）
- 12（1955年）